# Nagrada "Fran Galović"
Književna nagrada nosi ime po Franu Galoviću, hrvatskom književniku iz razdoblja moderne, rođenom u Peterancu kraj Koprivnice. Nagrada se dodjeljuje za najbolje objavljeno književno djelo na temu zavičaja i/ili identiteta.
Nagrada je ustanovljena 1997. godine, u sklopu "Galovićeve jeseni", književnog festivala kojim se od 1994. godine obilježava lik i djelo podravskog zavičajnika, "pesnika prestrelenog srca", Frana Galovića. Aktivnosti festivala, uz dodjelu ove nagrade, uključuju stručne i znanstvene skupove, književne susrete i javna čitanja, umjetničke akcije i izložbe, predstavljanja novih knjiga, okrugle stolove, dramske predstave i slično. Festival podupiru Ministarstvo kulture i medija Republike Hrvatske i Grad Koprivnica. Od 2011. godine festival ima i međunarodni karakter. "Galovićeva jesen" je najznačajnija književna manifestacija Koprivnice i Podravine, ali i vrlo značajna u književnoj kulturi Hrvatske. 
Nagrada "Fran Galović", za najbolje književno djelo zavičajne tematike, cijenjena je na nacionalnoj razini, a sastoji se od diplome i novčanog iznosa. Aktualni organizatori festivala i dodjele nagrade su Umjetnička organizacija "Artikulacije" i Društvo hrvatskih književnika (Podravsko-prigorski ogranak).

## Dosadašnji dobitnici
- 1997. Božica Jelušić: Znak na zemlji (Lora, Koprivnica, 1996.)
- 1998. Ivan Kutnjak: Zercalo horvacko (Varaždinsko književno društvo, Varaždin, 1999.)
- 1999. Lidija Bajuk: Kneja (Mozaik knjiga, Zagreb, 1999.)
- 2000. Goran Rem, Helena Sablić Tomić: Osječka čitanka (Matica hrvatska, Osijek, Osijek, 1999.)
- 2001. Dragutin Horkić: Nizvodno, Ivani (Novi Brodski list, Slavonski Brod, 2000.)
- 2002. Vladimir Korotaj: Gosenica za vratom (Tonimir, Varaždinske Toplice, 2001.)
- 2003. Ivica Jembrih: Svetkujem rieč (Zrinski, Čakovec, 2002.)[4]
- 2004. Miroslav Mićanović: Trajekt (Meandar, Zagreb, 2003.)
- 2005. Željko Funda: Ljudeki (Tonimir, Varaždin, 2004.)
- 2006. Daniel Načinović: Krotitelj riječi (Društvo hrvatskih književnika, Zagreb, 2006.)
- 2007. Daša Drndić: Sonnenschein (Fraktura, Zaprešić, 2006.)[5]
- 2008. Aleksandra Kardum: Spavaš li? (Disput, Zagreb, 2007.)[6]
- 2009. Slađana Bukovac: Rod avetnjaka (Fraktura, Zaprešić, 2008.)[7]
- 2010. Ivana Šojat-Kuči: Unterstadt (Fraktura, Zaprešić, 2009.)[8]]
- 2011. Ludvig Bauer: Zavičaj, zaborav (Fraktura, Zaprešić, 2010.)[9]
- 2012. Milan Frčko: Pred špiglom (Podravsko-prigorski ogranak DHK, Koprivnica, 2012.)[10]
- 2013. Boris Domagoj Biletić: Istarski pisci i obzori (Alfa, Zagreb, 2012.)[11]
- 2014. Ernest Fišer: Macbeth na fajruntu (Matica hrvatska, zagreb, 2013.)[12]
- 2015. Zdravko Seleš: Galović i zađne stvari (Podravsko-prigorski ogranak DHK, Koprivnica, 2014.)[13]
- 2016. Zoran Ferić: Na osami blizu mora (VBZ, Zagreb, 2015.)[14]
- 2017. Kristian Novak: Ciganin, ali najljepši (OceanMore, Zagreb, 2017.)[15]
- 2018. Monika Herceg: Početne koordinate (SKUD Ivan Goran Kovačić, Zagreb, 2018.)[16]
- 2019. Goran Tribuson: Otac od bronce (Mozaik knjiga, Zagreb, 2019.)[17]
- 2020. Evelina Rudan: Smiljko i ja si mahnemo (Fraktura, Zaprešić, 2020.)[18]
- 2021. Pavao Pavličić: Kužni pil (Mozaik knjiga, zagreb, 2020.)[19]
- 2022. Miroslav Kirin: Babanija (Naklada ljevak, Zagreb, 2021.)[20]
- 2023. Igor Beleš: Listanje kupusa (Hena com, Zagreb, 2023.)[21]
- 2024. Julijana Adamović: Oče, ako jesi (Fraktura, Zaprešić, 2024.)[22]

## Vanjske poveznice
- Galovićeva jesen
- Podravsko-prigorski ogranak Društva hrvatskih kniževnika  Arhivirana inačica izvorne stranice od 2. studenoga 2023. (Wayback Machine)